# Os cães de Deng Xiaoping
Os cães de Deng Xiaoping (em castelhano: Los perros de Deng Xiaoping) é um termo usado pela historiografia peruana moderna para se referir a um caso de abuso de animais perpetrado em Lima pelo Sendero Luminoso, grupo terrorista maoísta, em resposta contra a abertura econômica promovida por Deng Xiaoping na China, que representava um afastamento das doutrinas de Mao Tsé-tung, fundador da República Popular da China.
Na manhã de 26 de dezembro de 1980, vários cães de rua foram encontrados por moradores locais, pendurados em postes de luz localizados em importantes avenidas da região central da cidade. Os cães, pendurados pelo pescoço, também tinham pedaços de papel amarrados com frases como "Deng Xiaoping filho da puta" (em castelhano: Teng Siao Ping hijo de perra).

## Antecedentes

### A relação do Sendero Luminoso com o comunismo chinês
O fundador do Sendero Luminoso, Abimael Guzmán, era um fervoroso apoiador de Mao Tsé-tung, ele até viajou duas vezes para a incipiente República Popular da China para aprender sobre o maoísmo e ver o desenvolvimento da chamada Revolução Cultural. O próprio Guzmán considerava a doutrina do seu movimento, o pensamento de Gonzalo, como a quarta linha ideológica que acompanharia o marxismo-leninismo-maoísmo.
Após a morte de Mao, a nova administração de Deng Xiaoping classificou os resultados das políticas maoístas como fracassos, embora Deng ainda fosse comunista, ele assumiu posições opostas às políticas clássicas do país, diante da Grande Fome Chinesa e da luta pelo poder. Guzmán levou a súbita mudança da China para o lado pessoal, culpando o reformista chinês como um traidor de Mao, como um "seguidor da estrada capitalista" e como um "cão".

### Preparativos dosSenderistaspara Lima
O Sendero Luminoso ainda não era levado a sério pelas autoridades de Lima, apesar de, segundo o Centro de Estudos e Promoção do Desenvolvimento (DESCO), já ter cometido 219 atentados terroristas em todo o país até o final de 1980.

## Eventos
O primeiro animal visto foi às seis da manhã, depois do Natal, no cruzamento das avenidas Tacna e Nicolás de Piérola, com uma placa que avisava sobre a existência de uma bomba no cadáver do animal. Integrantes do Pelotão de Emergência da Guarda Civil removeram o animal morto e constataram que a ameaça de bomba era falsa. O chefe do esquadrão, Armando Mellet, relatou que o animal havia sido espancado, estrangulado e que um tubo de plástico havia sido enfiado em sua boca. Posteriormente, foram registradas mais sete ligações relatando a ocorrência de casos semelhantes, nos quais outros cães foram encontrados pendurados, num total de um para cada local.
| Locais onde foram encontrados cães enforcados |
| --- |
| Cruzamento da Avenida Tacna com Nicolás de Piérola, próximo ao Edifício Tacna-Colmena. |
| Cruzando a Jirón Moquegua com a Avenida Tacna, neste cadáver foi encontrada a primeira inscrição com o nome "Teng Siao Ping". |
| Avenida Tacna № 413, em frente ao Santuário e Mosteiro de Las Nazarenas ; neste cadáver foi encontrada a inscrição "Teng Siao Ping filho da puta".                                                                                   |
| Avenida Emancipación com Jirón Camaná, em frente à atual sede do Ministério da Mulher e Populações Vulneráveis e próximo à estação Jirón de la Unión do Metropolitano. Este é o único ponto para o qual não há registro fotográfico. |
| Avenidas Jirón Lampa e Jirón Cuzco |
| Avenida Jiron Lampa e Nicolás de Piérola, em frente ao edifício do Banco da Nação. |
| Avenida Abancay com Nicolás de Piérola, em frente ao Edifício Javier Alzamora Valdez. |

Para as autoridades policiais, os responsáveis eram algum grupo comunista não especificado. Anos depois, o Sendero Luminoso reconheceu sua autoria. De acordo com Carlos Tapia, ex-membro da Comissão da Verdade e Reconciliação, Abimael teria dado a ordem diretamente:
Foi por isso que Abimael Guzmán ordenou que aqueles cães fossem enforcados. Era como uma mensagem que ele queria dar para que o mundo soubesse que no Peru havia um grupo de comunistas, maoístas e, sobretudo, seguidores da Revolução Cultural que odiavam o “cão de Teng Siao Ping”. 
Além disso, a data escolhida, 26 de dezembro, foi também a data do nascimento de Mao Tsé-tung. No total, o Sendero Luminoso, segundo o jornalista César Hildebrandt, matou mais de 2 milhões de animais "só em Junín, Ayacucho, Huancavelica e Puno" como gado, alpacas e ovelhas entre as décadas de 1980 e 2000.